# Prigor
Prigor é uma comuna romena localizada no distrito de Caraș-Severin, na região de Banato. A comuna possui uma área de 301.63 km² e sua população era de 2746 habitantes segundo o censo de 2007.